# Paul Eber
Paul Eber (Kitzingen, 8 de novembro de 1511 — Wittenberg, 10 de dezembro de 1569), também latinizado como Paulus Heber, foi um teólogo, compositor de hinos, historiador e reformador alemão. Foi professor de teologia, hebraico, latim e do Antigo Testamento da Universidade de Wittenberg. Foi um discípulo fiel de Philip Melanchthon e defendeu uma doutrina luterana suave. Assim, foi capaz de mediar pacificamente nas disputas dos teólogos protestantes do seu tempo (especialmente em relação à Ceia do Senhor).

## Publicações

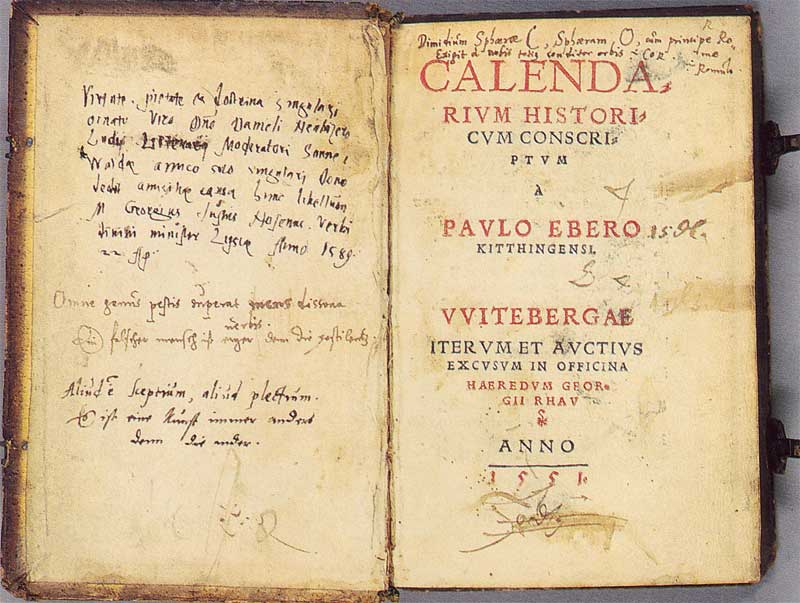
Calendário Histórico de Paul Eber, 1551

### Manuscritos
- „Contexta populi Judaici historia a reditu ex Babylonico exilio usque ad ultimum excidium Hierosolymae“, Wittenberg 1548* „Calendarium historicum“, Wittenberg 1550 (foi traduzido para o francês e o alemão);
- „Evangeliorum dominicalium explicatio“, herausgegeben von Johann Cellarius, Frankfurt 1576 (deutsche Ausgabe, Frankfurt 1578);
- „Katechismuspredigten“, herausgegeben von Theophilus Feurelius, Nurenberg 1577;
- „Vom heiligen Sakrament des Leibs u. Bluts unseres Herrn Jesu Christi“, Wittenberg 1562;
- „Pia assertio de coena domini“, Wittenberg 1563;
- „Biblia germanico-latina“, als Mitarbeiter in Wittenberg 1565;
- „Briefe im Ccrp.Ref. 3-9“ befinden sich in Staatsbibl. München u. Forschungsbibl. Gotha
- „Biblia Germanico-Latina“, Wittenberg 1565, das Alte Testament für das große Bibelwerk der im Auftrag des Kurfürsten August von Sachsen mit Georg Major
- „Pia assertio de coena domini“, 1563.
- „Erklärung der Definition oder Beschreibung Gottes“ editor: Mattheus Major 1588
- „Schriften über die Abendmahlsfrage“
- „Psalterium cum argumentis“ 1563

### Hinos
- „Helft mir Gottes Güte preisen“
- „Herr Jesu Christ wahr'r Mensch und Gott“
- „Wenn wir in höchsten Nöten sind“
- „Herr Gott Dich loben wir“
- „In Jesu Wunden schlaf ich ein“
- „Zwei Ding, oh Herr bitt ich Dir“